# Pelagie Waeyenbergh

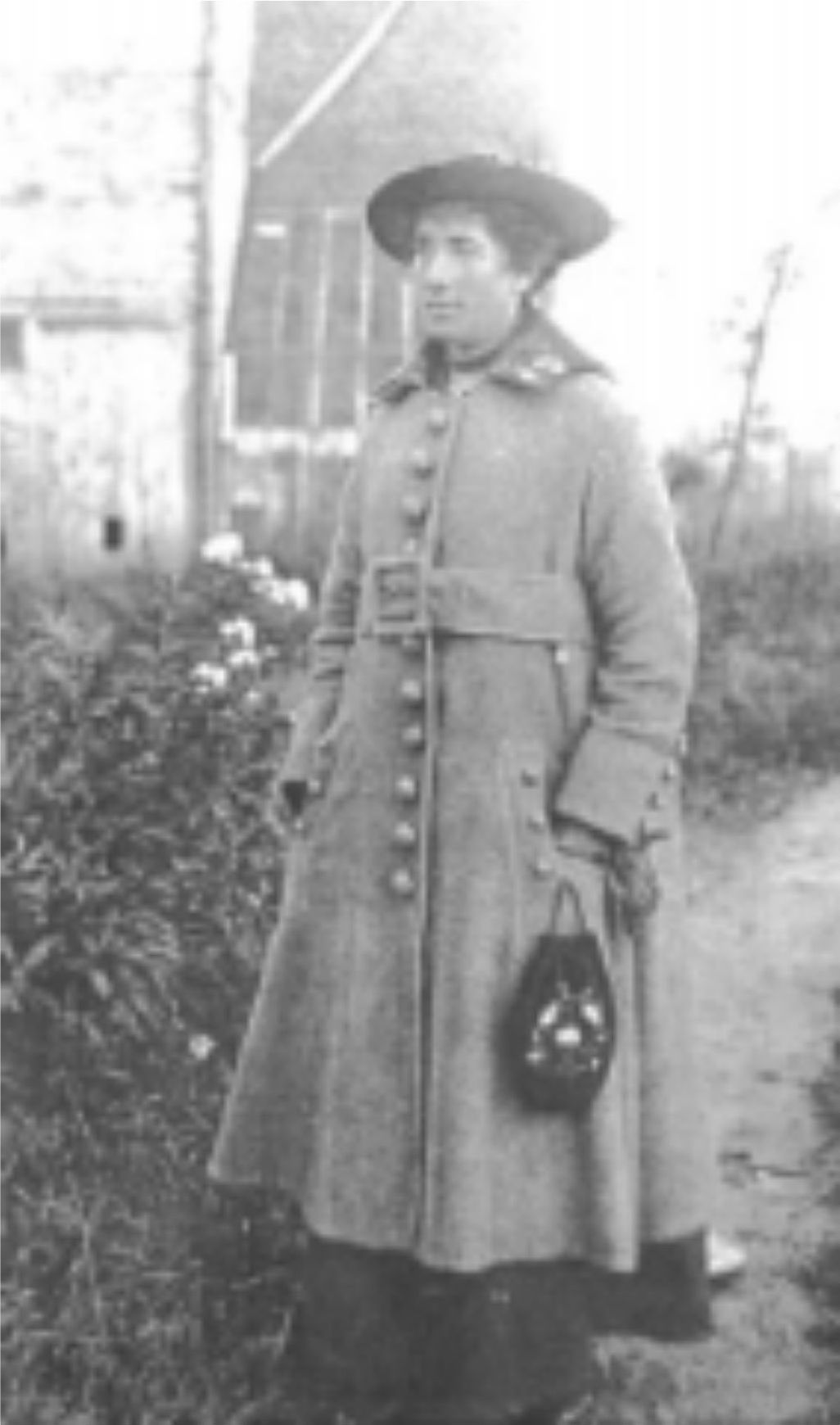
Pelagie Waeyenbergh, tuinbouwpionier in de Mechelse groentestreek (1872).

Anna Pelagia ("Pelagie") Waeyenbergh (Steenokkerzeel, 24 mei 1872 - Sint-Katelijne-Waver, 11 december 1940) was een pionier in de tuinbouw. Zij was een van de vooruitstrevende tuinders dankzij wie de Mechelse groentestreek evolueerde van land- naar tuinbouw, en ze behoorde hiermee tot de top van Europa.
Waeyenbergh pionierde onder meer met kweek van druiven en aardbeien in verwarmde kassen en was de eerste die tomaten op volle grond kweekte.

## Levensloop
Pelagie Waeyenbergh was in 1872 geboren in Steenokkerzeel en zou de oudste in een gezin van negen kinderen zijn. Ze spendeerde het grootste deel van haar jeugd in Eindhout. Daar leerde haar vader, die hovenier was, de kneepjes van de tuinbouw bij met name Alphonse De Marbaix (1825-1899) en John Ward (1845-1896) die zich bezighielden met kweken van planten.
In 1889 verhuisde ze met haar familie naar Hoeilaart, waar ze werkte met Felix Sohie, grondlegger van druiventeelt onder glas. Pelagie Waeyenbergh bleek een getalenteerde tuinder, maar zou nooit een diploma halen. Het halen van een diploma was in die tijd aldaar namelijk tot mannen beperkt.
Terwijl zij door haar talent en toewijding op het gebied van hovenieren en tuinderij de succesvolste exponent van haar ouders was, bracht ze schande over de familie door in 1891 ongehuwd een kind te krijgen. Dit weerhield haar er echter niet van een succesvolle carrière op te bouwen.

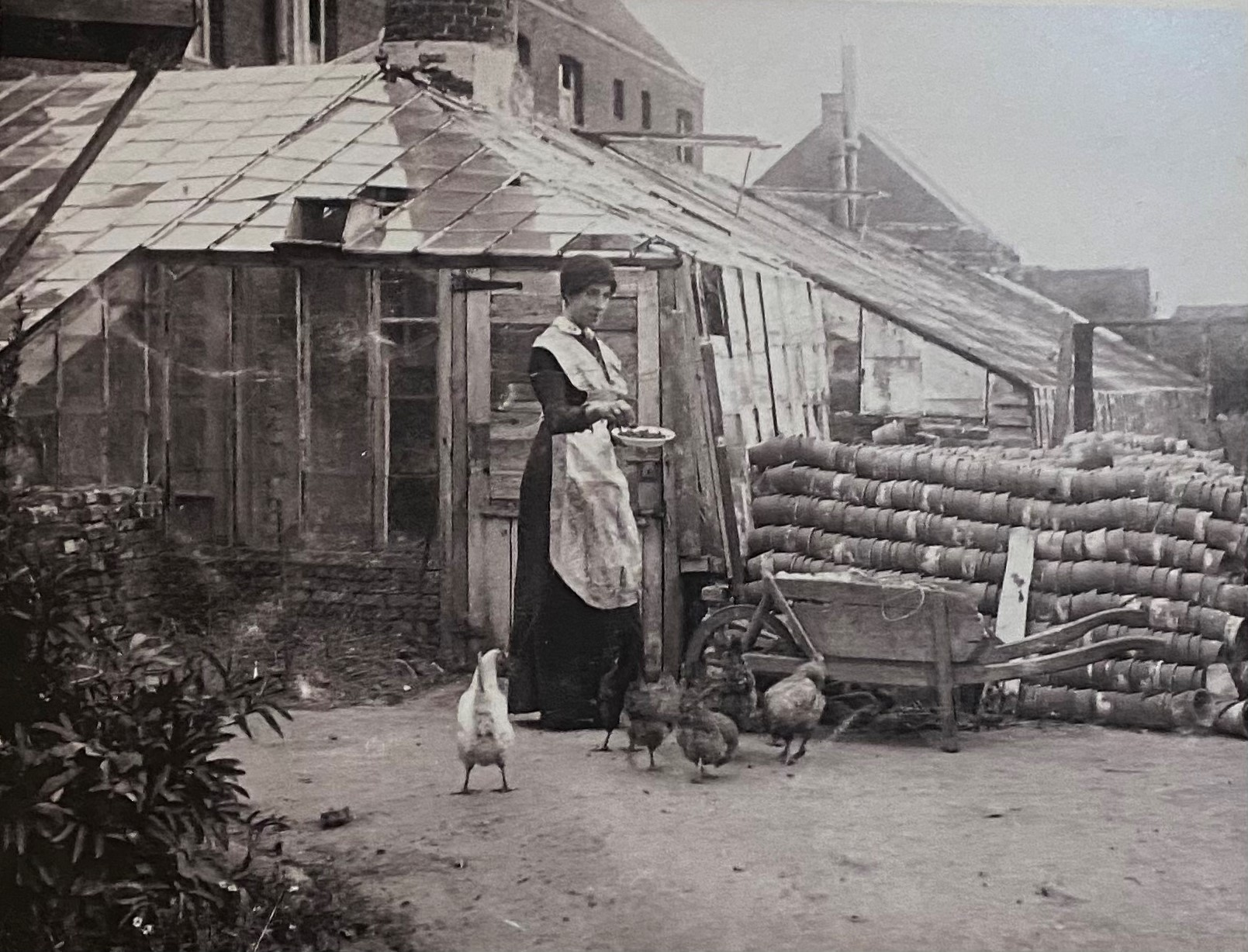
Waeyenbergh voert de kippen voor een van haar kassen. Rechts liggen bloempotten klaar voor gebruik en op de achtergrond is de schoorsteen voor de kasverwarming te zien.

In 1897 trouwde ze Jan-Baptist Van den Eynde (1862-1951), met wie ze sinds 1895 in Sint-Katelijne-Waver het tuinbouwbedrijf 'Van den Eynde - Waeyenbergh' bestierde. Vanwege haar tuinderskwaliteiten en ondernemingsdrift vormde Pelagie de motor van het bedrijf.
In de verwarmde serres kweekte Waeyenbergh met name druiven en aardbeien. De laatste lag toen niet voor de hand, want de aardbei was in die tijd de "oester van de vruchten" dat voor velen in de omgeving onbetaalbaar was. Daarom richtten de Van den Eyndes zich vooral op de Brusselse markt waar ze een betere prijs voor hun kwalitatief hoogwaardige producten konden krijgen dan op de markten in de Mechelse regio. Ze vervoerden hun producten er per trein naartoe.
De wereldtentoonstelling van 1910 in Brussel droeg bij aan de bekendheid van hun producten. De beste aardbeien gingen naar het Belgische Koningshuis en zelfs de Russische tsaar, die de aardbei vermoedelijk op de wereldtentoonstelling van 1900 te Parijs heeft leren kennen.
Gedurende de Eerste Wereldoorlog bleef Pelagie aanvankelijk achter om een oogje op de zaak te houden terwijl man en kinderen naar Engeland vluchtten. In de periode dat zij hen achterna gegaan is, was vrijwel het hele bedrijf alsook andere bedrijven in de omgeving door een bominslag vernietigd. Hoewel dit het abrupte einde was van de evolutie die de Mechelse groentestreek onderging van land- naar tuinbouw, kreeg de familie Van den Eynde het voor elkaar na de oorlog vrijwel de hele zaak weer opgebouwd krijgen.
Vanaf 1927 hadden de Van den Eyndes hun eigen auto waarmee ze sindsdien in plaats van met de trein hun producten naar de markt brachten.

## Pionierswerk
Het was niet ongewoon dat de vrouw veel werk verzette op het land, maar dat Waeyenbergh als ongehuwde vrouw zonder diploma een partnerschap vormde met een man waarbij haar eigen naam in de bedrijfsnaam behouden werd en ze bovendien de facto de leiding had over het bedrijf was uitzonderlijk.
Waeyenbergh pionierde met diverse technieken en was hiermee haar concurrentie ver vooruit. Zo gebruikte ze onder meer bijen voor de bestuiving van de diverse teelten. Dit was een bekend techniek voor de fruitteelt, maar nieuw voor andere gewassen. Deze methode zou daarna veel wijder verspreid raken in de glastuinbouw en biologische landbouw.
Ze maakte methodisch gebruik van verwarmde serres. Hoewel het idee van de verwarmde kas al enige tijd bestond, was de schaal (2900 m2) en professionaliteit waarmee de Van den Eynde's aan de slag gingen ongeëvenaard. Ze toonden, samen met andere pioniers in de regio, dat tuinbouw (onder glas) rendabeler kon zijn dan landbouw op de volle grond. De noorderburen zijn pas enkele decennia later begonnen dit idee op grote schaal (met name in Westland) over te nemen.
Hoewel het gros van het inkomen uit de productie in verwarmde kassen kwam, werd er ook fruitteelt en op de volle grond geproduceerd. In feite waren de Van den Eyndes de eersten in de Mechelse groentestreek die begonnen met de teelt van tomaten in volle grond in plaats van in de serre.